# 요 라 텡고
요 라 텡고(Yo La Tengo)는 1984년 뉴저지주 호보컨에서 결성된 미국의 얼터너티브 록 밴드이다. 1992년부터 현재 구성원인 아이라 카플란(기타, 보컬)과 조지아 허블리(드럼, 보컬), 제임스 맥뉴(베이스, 보컬)로 활동 중이다.

## 멤버
- 아이라 카플란 - Ira Kaplan　(Vocal, Guitar, others)
- 조지아 허블리 - Georgia Hubley　(Vocal, Drums, others)
- 제임스 맥뉴 - James McNew　(Vocal, Bass, others)

아이라와 조지아는 부부이다.

## 이름의 유래
밴드 이름 요 라 텡고는 메이저 리그에서의 일화에서 유래한다. 1962년 시즌에서 뉴욕 메츠의 중견수 리치 애시번은 유격수 엘리오 차콘과 외야에서 충돌할 뻔했다. 차콘이 베네수엘라 출신이라 영어를 몰라서, 의사가 통하지 않았기 때문이다. 그래서 애시번은 "I got it! I got it! (내가 잡을게)"에 해당하는 스페인어가 "¡Yo la tengo! ¡Yo la tengo!"임을 배우게 되었고 차콘과의 충돌을 피할 수 있었다. 그러나 방심한 애시번은 이번에는 좌익수 프랭크 토머스와 부딪쳐 버렸다. 토머스는 스페인어를 몰랐을 뿐 아니라, 차콘과의 충돌을 피하려면 "¡Yo la tengo!"라고 외치라고 일러준 팀 미팅에도 참석하지 않았기 때문이다. 토머스는 일어나면서 애시번에게 "What the heck is a Yellow Tango? (옐로우 탱고라니 무슨 소리야?)"라고 물었다고 한다.

## 디스코그래피
- Ride the Tiger　1986
- New Wave Hot Dogs　1987
- President Yo La Tengo　1989
- Fakebook　1990 (Bar/None) - (커버집)
- May I Sing With Me　1991 (Alias)
- Painful　1993 (Matador)
- Electr-O-Pura　1995 (Matador)
- I Can Hear the Heart Beating as One　1997 (Matador)
- And Then Nothing Turned Itself Inside-Out　2000 (Matador)
- The Sounds Of The Sounds Of Science 2002 (영화 음악)
- Summer Sun　2003 (Matador)
- A Smattering of Outtakes and Rarities 1985-2003　2005 (Matador) - 베스트 음반
- I Am Not Afraid of You and I Will Beat Your Ass　2006 (Matador)
- Yo La Tengo Is Murdering The Classics 2006
- They Shoot, We Score 2008 - 영화 음악
- Popular Songs 2009 (Matador)
- Fade 2013 (Matador)
- Stuff Like That There 2015
- There's a Riot Going On 2018
- We Have Amnesia Sometimes 2020
- This Stupid World 2023 (Matador)